# Wunderwaffe

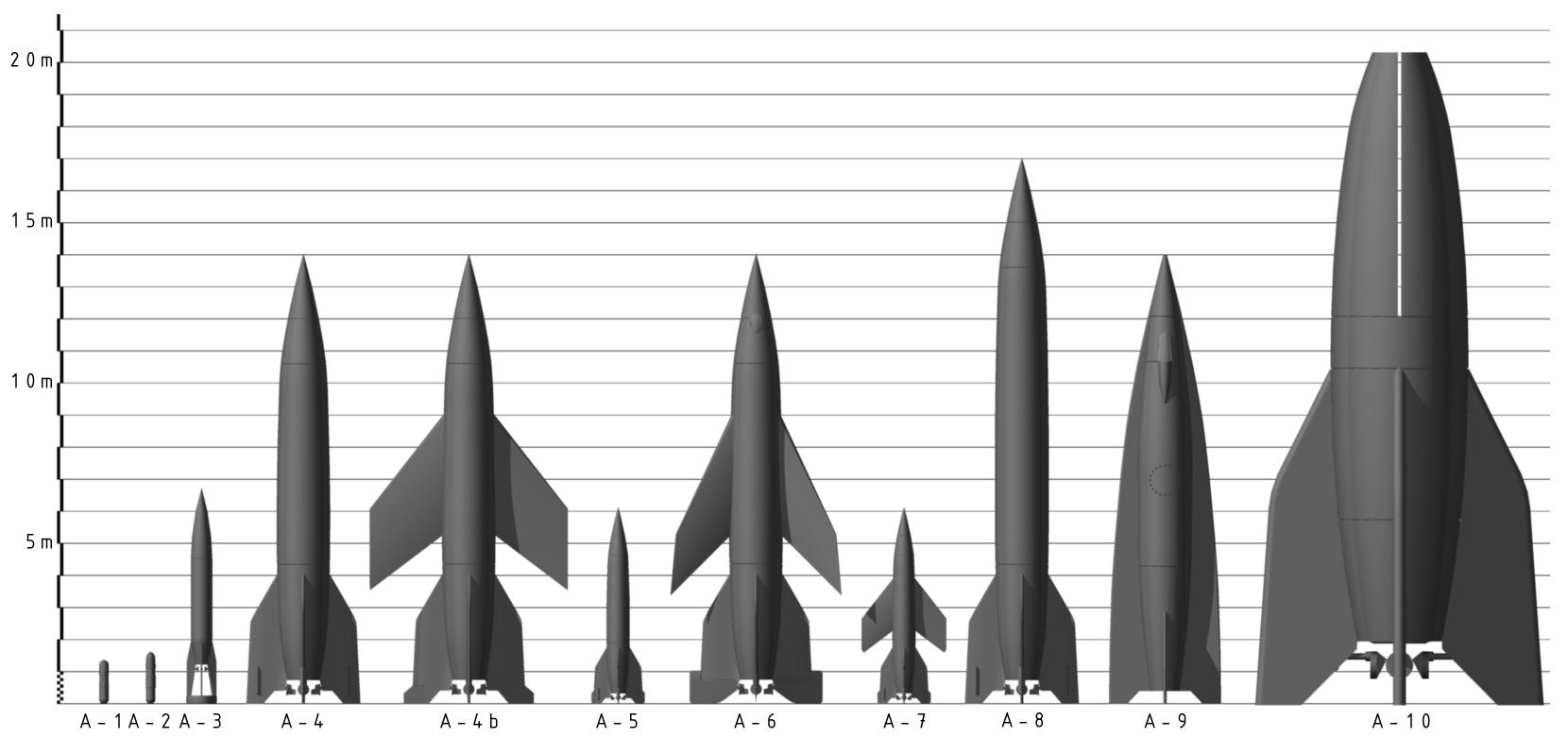
Comparació entre tots els coets de classe A.

Wunderwaffen, que vol dir en alemany Armes meravelloses o Armes miraculoses fou un terme assignat a la Segona Guerra Mundial pel ministeri de Propaganda de l'Alemanya nazi a unes súper-armes revolucionaries usades pels alemanys.
Algunes d'aquestes armes han estat erròniament confoses amb les Vergeltungswaffen (Armes de venjança).
Després de l'ensorrament del règim nazi a Alemanya els científics especialitzats en aquestes avançades armes foren traslladats als Estats Units per a treballar-hi en projectes de l'Exèrcit (Operació "Paperclip").

## Llista

### Submarins Oceànics
- Coet submarí - Un míssil balístic marí planejat.
- Tipus XVIII - Un submarí dissenyat per a l'ús de propulsió d'aire independent, diversos estaven en construcció quan va acabar la guerra.
- Tipus XXI ''Elektroboote'' - (Vaixell Elèctric) El primer U-Boot usat per a funcionar completament submergit, se'n van construir 118.
- Tipus XXIV - Un vaixell dissenyat per a l'ús de propulsió independent de l'aire.
- Tipus XXVI - Un submarí dissenyat per a l'ús de propulsió independent de l'aire, bastants estaven en construcció quan va acabar la guerra.

### Submarins Litorals
- Tipus XXII - Un submarí dissenyat per a l'ús de propulsió independent de l'aire, hi havia dos en construcció.
- Submarí Tipus XXIII - Un submarí dissenyat per a missions al litoral.
- Tipus XXV - Un submarí planejat completament elèctric dissenyat per a missions de litoral. Mai es va arribar a construir.

### Submarí Portaavions
- Tipus XI - Un submarí dissenyat per portar l'hidroavió plegable Arado Ar 231, quatre van ser establerts, però cancel·lats a causa de l'esclat de la Segona Guerra Mundial.

### Bombes i Explosius
- Projecte Urani - Un projecte d'energia nuclear desenvolupat pel Departament de Desenvolupament d'Armament de la Wehrmacht per a desenvolupar la fabricació de la bomba atòmica.[3]
- Fritz X - Una bomba guiada anti-vaixell llençada des d'un avió.
- Bomba Endotèrmica.
- Fusibles Infrarojos per a explosius, de Manfred Von Ardenne.[4]

### Armes Antiaèries
- Flakpanzer ''Kugelblitz'' - (Bola de foc) Un canó antiaeri autopropulsat.

### Armes Antitanc

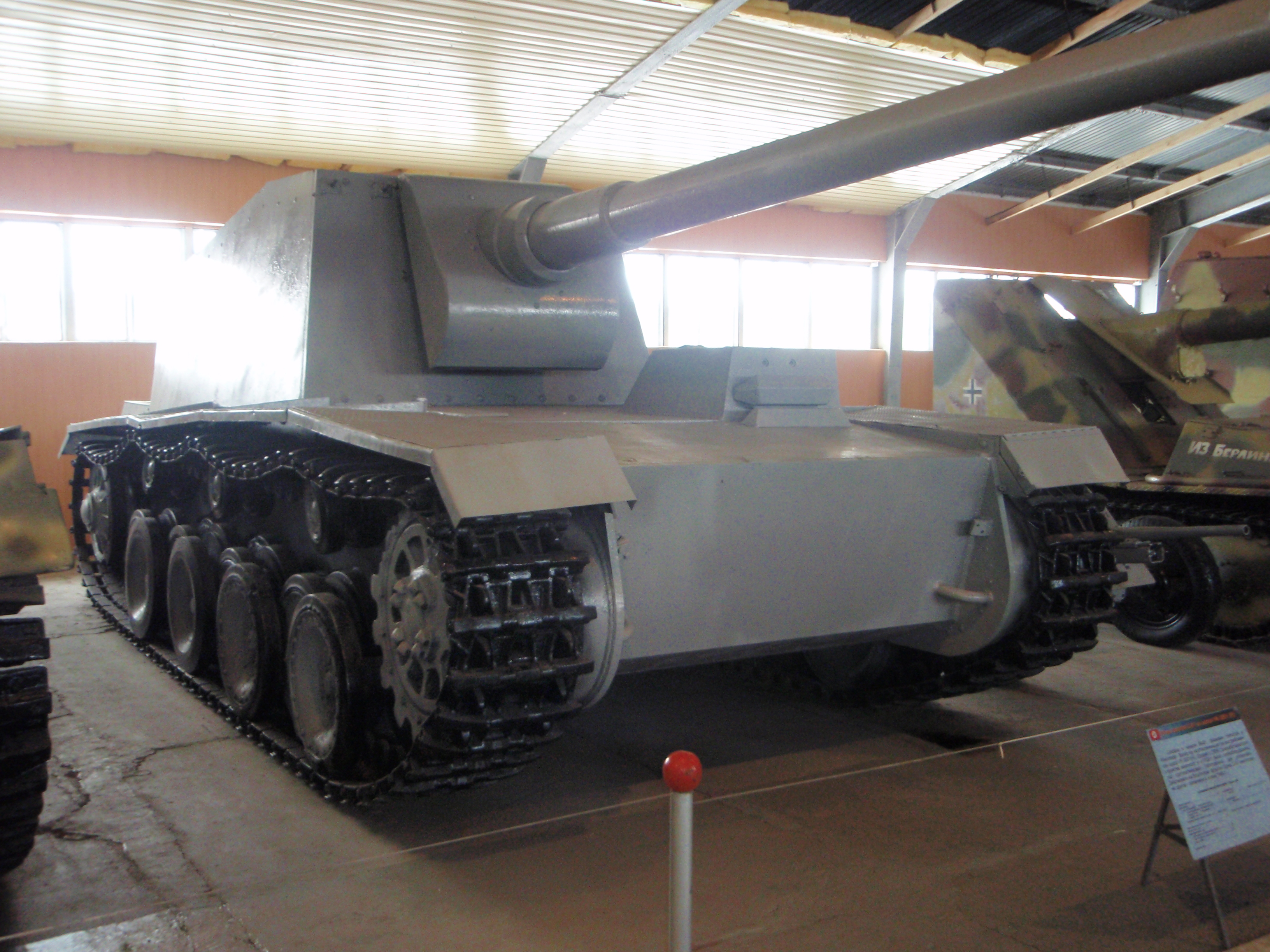
L'únic sobrevivent del Sturer Emil al Museu de Tancs de Kubinka.

- Sturer Emil - Un caçacarros experimental.

### Tancs pesats
- Panzer VIII Maus - Un tanc super-pesat, amb un pes de 180 tones. Fins al dia d'avui el més pesat que s'hagi posat en un camp de batalla, i també amb el major blindatge (250mm), armat amb dos canons i diverses metralladores, una principal de 128 mm i un altre secundari de 75 mm i diverses metralladores MG34, es va arribar a dos prototips operables completats.
- Landkreuzer P. 1000 Ratte - Un projecte de tanc super pesat alemany, mesurava 35 metres i pesava 1.000 tones.
- Panzer VII ''Löwe'' (Lleó) Un tanc previst super-pesat, pesava 90 tones i posseïa amb un canó de 105 mm. Mai no va passar dels plànols principals.
- Landkreuzer P. 15000 Monster - Amb 42 metres, representava el súmmum dels dissenys extrems alemanys en tancs.
- Panzerkampfwagen E-100 - un tanc previst super-pesat, amb un pes de 140 tones i armat ja sigui amb canons de 128, 149 o 170 mm.

### Artilleria

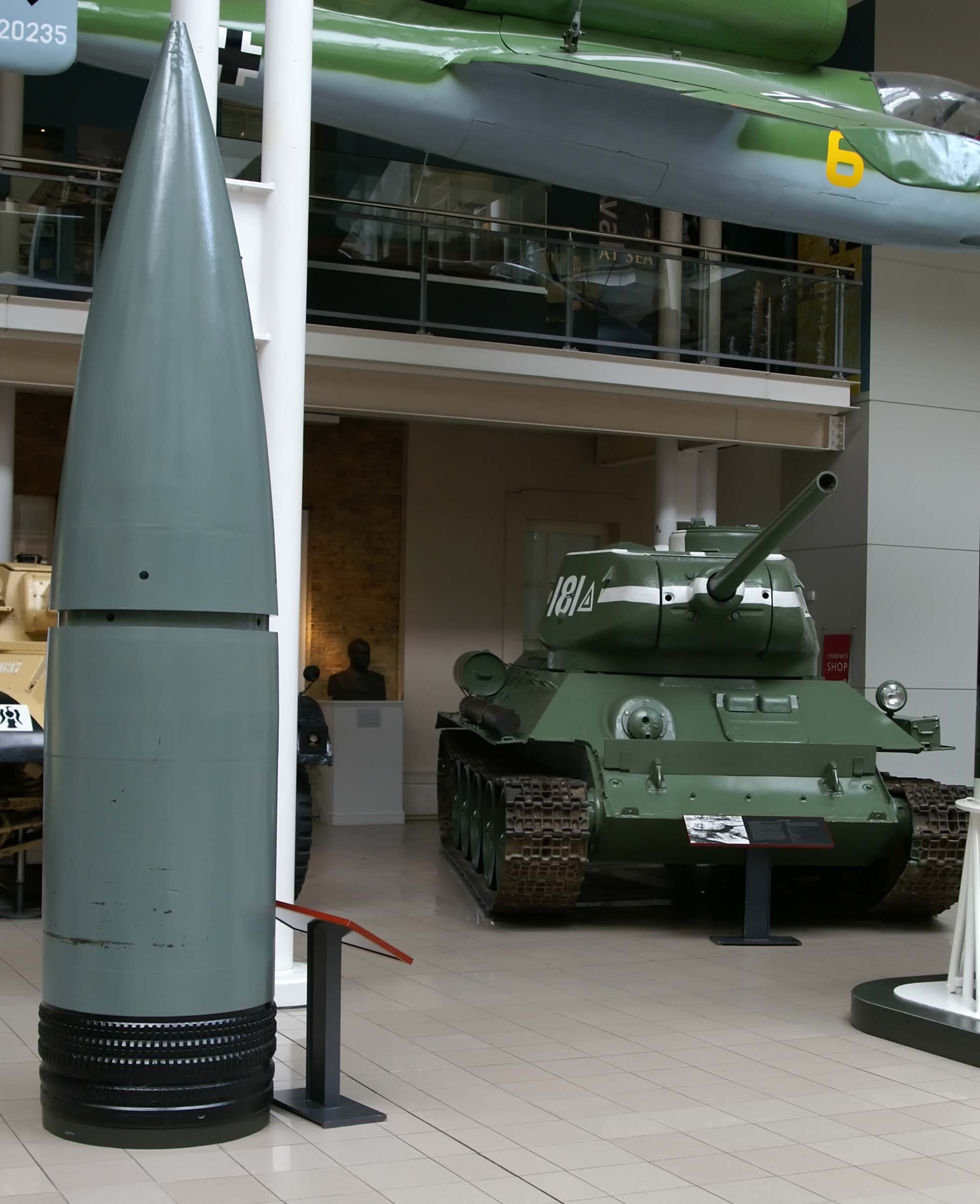
Un projectil de 800 mm del Schwerer Gustav, al costat d'un T-34, cal notar la immensa diferència.

- Schwerer Gustav - Un immens canó ferroviari de 47 metres amb uns projectils de fins a 800 mm. Fins avui és la peça d'artilleria més gran construïda mai, fou utilitzada contra les fortificacions de la ciutat de Sebastòpol.
- Canó V3 Hochdruckpumpe - Canó multi-etapa.
- Canó Sònic - Estava format per dos reflectors parabòlics que generaven una ona de xoc de gran intensitat que creava un raig sònic enorme. La seva nota aguda superava els 1000 hPa a 50 metres.

### Míssils
- Coet A1 - El coet A1 fou el primer d'una gran sèrie de coets alemanys, aquest data del 1933. Al seu disseny va participar Wernher von Braun, i el posterior desenvolupament portaria a la creació del V2, el primer míssil balístic del món.[1]
- Coet A2 - Se'n van construir dos al 1934, als quals van anomenar Max i Moritz, tots dos van funcionar perfectament en proves.[1]
- Coet A3.[1]
- Coet V2.[1]
- Coet A4B.[1]
- Coet A5.[1]
- Coet A6.[1]
- Coet A9.
- Míssil Wasserfall.
- Míssil Rheintochter. - Míssil terra-aire (Antinaèri).
- Fi 103 Bomba volant V-1 - El primer Míssil de creuer.[1]
- Míssil Rheinbote - El primer Míssil tàctic.
- Míssil Hs 117 Schmetterling - Míssil terra-aire, també va existir una versió aire-aire, es feia servir una mira telescòpica i un joystick per a guiar el míssil per radio-control.
- Míssil Enzian - El primer míssil a utilitzar un guiatge d'infraroig.
- Ruhrstahl X-4 - Míssil per aire-aire amb funcionament per cable. Mai va entrar en servei, per tant mai es va utilitzar en combat.
- Míssil de creuer BV-143.
- Míssil de creuer BV-246.
- Henschel Hs 293 - Míssil antivaixell guiat per ràdio.
- Fliegerfaust - Era un llançacoets múltiple antiaèri portàtil alemany, dissenyat per enderrocar avions. Fou el primer MANPADS, (Sistema de defensa aèria portàtil).
- Henschel Hs 294 - Torpede guiat aire-vaixell guiat manualment.
- Henschel Hs 298 - Míssil aire-aire.
- R4M Orkan - (Huracà) Coet aire-aire.
- Taifun - Míssil guiat terra-aire.
- Wasserfall Ferngelenkte Flakrakete - Coet de Control Remot AA, un míssil supersònic terra-aire.
- 21 cm Nebelwerfer 42 - coet aire-aire.
- G7es/Zaunkönig T-5 - Torpede acústic usat pels U-Boot.

### Avions

#### Amerika Bomber
- Amerika Bomber - El projecte Amerika Bomber ser una iniciativa del Reichsluftfahrtministerium, el Ministeri de l'Aire Alemany, per obtenir un bombarder de llarg abast per a la Luftwaffe que fos capaç de colpejar el territori continental dels Estats Units des d'Alemanya.
- Silbervogel - Va ésser un disseny d'un bombarder motoritzat i coet sub-orbital.

#### Focke Wulf
- Focke-Wulf Ta 183.
- Focke-Wulf Fw VTOL.
- Focke-Wulf Fw-03 10.225 - Bombarder amb capacitat per a arribar als Estats Units.
- Focke-Wulf Triebfluegel - Enlairament i aterrament vertical.
- Focke-Wulf Fw Super Lorin.
- Focke-Wulf Fw Flitzer.

#### Junkers
- Junkers EF128 - Fou presentat i vencedor pel programa urgent de caces el 1945. No obstant, només se'n van construir maquetes.

#### Messerschmitt
- Me 163 Komet.
- Messerschmitt Me 262.
- Messerschmitt Me 263.
- Messerschmitt Me 109TL.
- Messerschmitt Me 109Z.
- Messerschmitt Me 265.
- Messerschmitt Me 329.
- Messerschmitt Me 334.
- Messerschmitt Me 509.
- Messerschmitt Me 609.
- Messerschmitt Me P.08.01.
- Messerschmitt Me P.1092A-B.
- Messerschmitt Me P.1092/2.
- Messerschmitt Me P.1092/3.
- Messerschmitt Me P.1092/4.
- Messerschmitt Me P.1092/5.
- Messerschmitt Me P.1095.
- Messerschmitt Me P.1099A.
- Messerschmitt Me P.1099B.
- Messerschmitt Me P.1100/I.
- Messerschmitt Me P.1100/II.
- Messerschmitt Me P.1101.
- Messerschmitt Me P.1101/92.
- Messerschmitt Me P.1101/99.
- Messerschmitt Me P.1102.
- Messerschmitt Me P.1103/I.
- Messerschmitt Me P.1103/II.
- Messerschmitt Me P.1104/I.
- Messerschmitt Me P.1104/II.
- Messerschmitt Me P.1106.
- Messerschmitt Me P.1107/I.
- Messerschmitt Me P.1107/II.
- Messerschmitt Me P.1108/I.
- Messerschmitt Me P.1108/II.
- Messerschmitt Me P.1109.
- Messerschmitt Me P.1110/II.
- Messerschmitt Me P.1110 Ente.
- Messerschmitt Me P.1111.
- Messerschmitt Me P.1112.
- Messerschmitt Me Libelle.
- Messerschmitt Me Schwalbe.
- Messerschmitt Me Wespe.
- Messerschmitt Me Zerstörer P.II.

#### Altres
- Blohm und Voss Bv P.203
- Heinkel He 280.
- Heinkel Wespe.
- Heinkel Lerche II.
- Arado E.555.
- Horten Ho XVIII.
- Arado Ar 234 - Primer bombarder a reacció.
- Horten Ho 229.
- Bachem Ba 349 - Interceptor coet.
- Horten Ho-IX-A
- Heinkel He 177-A5 - Prototip V38, bombarder nuclear.

#### Helicòpters de combat
- Flettner Fl 184 - Autogir nocturn de reconeixement.
- Flettner Fl 185 - Helicòpter experimental.
- Flettner Fl 282 - Kolibri, un helicòpter monoplaça d'observació i escolta.
- Focke Achgelis Fa 223 Drache - Prototip d'helicòpter de transport.
- Focke Achgelis Fa 225.
- Focke Achgelis Fa 266.
- Focke-Achgelis Fa 269 - Helicòpter VTOL experimental.
- Focke Achgelis Fa 330.
- Focke Achgelis Fa 336 - Prototip d'un helicòpter d'exploració.
- Focke-Wulf Fw 61 - Helicòpter experimental, dou el primer helicòpter completament controlable.

### Avions - Tilt Rotor (Ala basculant)
- Weserflug WP 1003 - El precursor del Bell Boeing V-22 Osprey.

### Planadors
- Junkers Ju 322 - Un planador militar de transport pesat, amb forma d'ala volant gegant.

### Fusells d'assalt
- SG 500 Jagdfaust - Un rifle sense retrocés de disparament de forma automàtica en l'aire anti-bombarder per al seu ús al Me 163
- Mauser MG 213 - Un canó revòlver de 20 mm muntat en un avió.
- Mauser MG 213C - Canó regirar de 30 mm muntat amb avió.
- Sturmgewehr 44 - El primer fusell d'assalt.
  - Krummlauf - Versió de canó corb del StG 44.
- Sturmgewehr 45 - Prototip.

### Equip de suport
- FG 1250 - Equip de visió nocturna muntat a tancs.
- Zielgerät 1229 - Equip vampir de visió nocturna.

### Gas nerviós
- Tabun - Òxid de cianodimetilamonatosfosfina.
- Sarín - Fluorometilpinacoliloxifosfina
- Soman - Difluorur de metilfosfonil.

### Toxines
- Toxina botulínica - Una neurotoxina elaborada a través del bacteri Clostridium botulinum.

### Orbital
- Arma solar (sense batejar oficialment) - Un mirall parabòlic en òrbita dissenyat per enfocar la llum solar a llocs específics en la superfície de la Terra.